# Refugio Yapeyú
El refugio Yapeyú es un refugio antártico de Argentina cercano la base San Martín, de la cual depende. Se encuentra en el cordón Molinero, en la costa Fallières, península Antártica, y es administrado por el Ejército Argentino. Fue inaugurado el 4 de noviembre de 1956 como apoyo logístico. Se localiza a unos 600 m s. n. m. sobre el glaciar Uspallata y en el acceso al paso Baqueano Vargas.
En 1956, durante la instalación de la base San Martín, el Ejército Argentino instaló tres refugios para contar con apoyo logístico desde la bahía Margarita en el mar de Bellingshausen hasta la bahía Mobiloil en el mar de Weddell atravesando de oeste a este la península Antártica. Los tres refugios fueron el Chacabuco, el Yapeyú y el Maipo. La tarea demandó 63 días, recorriéndose unos 786 kilómetros utilizando trineos tirados por perros.
A comienzos de la década de 1960 consistía de una construcción de madera de 2 m x 2 m x 2 m. Tenía provisiones para tres personas durante dos meses.
El refugio fue utilizado en tareas científicas llevadas a cabo durante el Año Geofísico Internacional en 1957 y 1958. Cuenta con alimentos, equipamiento para hombres, alimento para perros, medicamentos y combustible.
El refugio lleva el nombre de Yapeyú, lugar de nacimiento de José de San Martín.